# Пик, Цвика
Цви́ка (Генрик) Пик (ивр. צביקה פיק‎; 3 октября 1951 или 1949, Вроцлав, Польская Республика — 14 августа 2022, Рамат-ха-Шарон) — израильский поп- и рок-певец, композитор и поэт. Автор ряда израильских шлягеров, в том числе песни «Дива», победившей на конкурсе песни Евровидение 1998 года.

## Биография
Генрик Пик родился во Вроцлаве (Польша), в семье Бориса Пика и Паулины Пик (1930—2010). В 1956 году его семья репатриировалась в Израиль и поселилась в Рамат-Гане. Посещал музыкальную школу, обучаясь классической музыке, но тянулся к эстраде и року. На протяжении большей части 60-х годов он играл в «ритм-группах» — первых израильских рок-группах, начиная с группы «Ха-Хедим» («Отзвуки»), где он играл на гитаре с 15 лет. Среди коллективов, в которых Пик выступал после этого, были «Тельстар», «Ха-шменим ве-ха-разим» и «Шоколада». Как обладатель музыкального образования, он обычно играл в этих группах на синтезаторе и был аранжировщиком песен. Ни в «Тельстаре», ни в «Ха-шменим ве-ха-разим» вокальные партии ему не доверяли, и только в «Шоколаде» он начал петь наравне с остальными.
В 1970 году Пик был приглашён на роль Клода в израильской постановке «Волос». В 1971 году вышел первый сольный диск Пика с песнями на слова Эхуда Манора и Йонатана Гефена и его собственную музыку; аккомпанировала ему популярная ритм-группа «Черчилим». В начале следующего года вышел его первый сольный альбом «Зои ха-дерех шели» (рус. «Это мой путь»). Музыка Пика в этом альбоме уже демонстрировала характерные для его дальнейшего творчества черты, сочетая лёгкую эстрадную основу с элементами рока; входили в альбом и лирические песни — такие, как дуэт с Иланой Ровиной. Сотрудничество с Ровиной продолжилось и после этого альбома. Она записала ряд песен Пика, а позже к ней присоединились другие признанные звёзды израильской поп-музыки, включая Хаву Альберштейн и Эдну Лев.
Выпустив свой первый альбом с крупным лейблом CBS Records, Пик несколько следующих лет создавал себе имидж альтернативного исполнителя, противопоставляя себя сложившейся традиции в израильской поп-музыке. Следующие его альбомы выпускала компания «Колифон», специализировавшаяся на музыке мизрахи, а не на роке. Только в 1978 году его альбом «Музика» снова вышел с CBS Records.

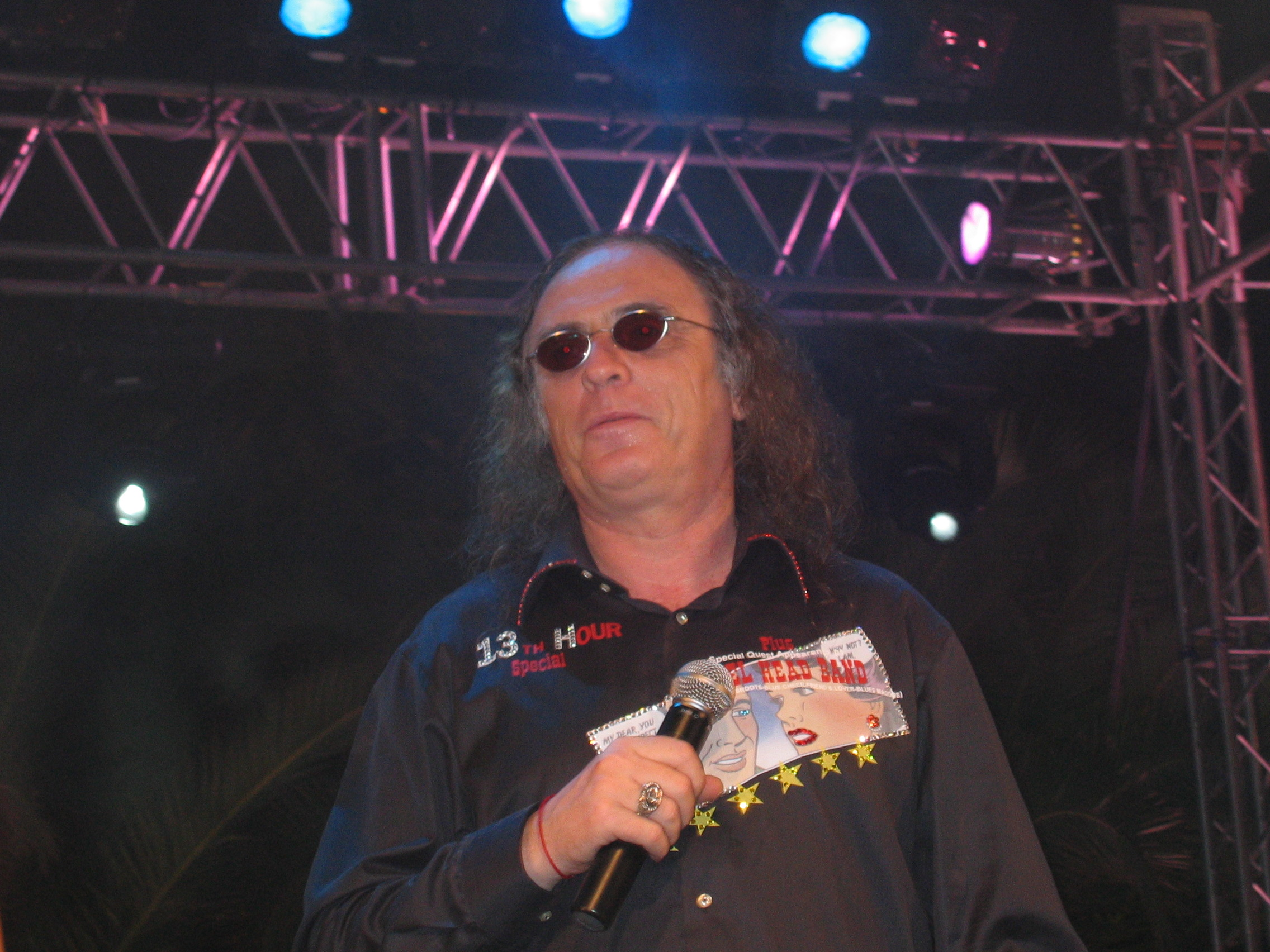
Цвика Пик на концерте, 2005 год

В 1970-е годы Пик, называвший себя в интервью «израильским Дэвидом Боуи» (его фото в серебряных тонах на одном из альбомов копирует обложку альбома Боуи Aladdin Sane), появлялся на эстраде в блестящих, радужных костюмах, с большим количеством грима на лице. Его творчество представляло собой израильский вариант глэм-рока, он уделял много времени пиару, а на обложках альбомов регулярно изображался в окружении полуголых женщин, пропагандируя себя как секс-символ. В 1973 году песня Пика «Теперь я знаю» в исполнении Иланит и Шломо Арци прозвучала в хит-параде радиостанции «Галей Цахаль» и принесла ему титул «композитора года». На следующий год он выступал в США на фестивале хасидской музыки с нью-йоркской группой The Good Rats и получил предложение подписать с ней контракт на три года, но предпочёл вернуться в Израиль. В 1976 году он сыграл в фильме «Полуночная артистка» и записал саундтрек к этой ленте.
Хотя число поклонников-подростков у Пика к этому времени было больше, чем у любого другого местного музыканта, а диски расходились в десятках тысяч экземпляров, он не считался, в отличие от своих современников и коллег, серьёзным музыкантом, его музыка расценивалась как подражательная и недостаточно израильская. Критиков раздражали и его вульгарная манера одеваться, и экстравагантность исполнения, и пение «в нос». Только в 1979 году баллады из альбома «Музика» на стихи поэтов-классиков Натана Йонатана и Александра Пенна наконец удостоились положительных отзывов. Сам альбом привлёк внимание широкой публики: за два месяца были распроданы 40 тысяч экземпляров.
В начале 1980-х годов в творчестве Пика наметился кризис. Его стиль начал смещаться от лёгкой эстрады в сторону более серьёзного рока. Это выразилось в альбоме 1982 года «Ахшав» (рус. «Сейчас»). Композиции на диске были проработаны тщательней обычного, помимо самого Пика позволяя блеснуть и сопровождающим его музыкантам. Сайт МООМА называет этот диск лучшим в исполнительской карьере Цвики Пика, но при этом коммерчески он оказался провальным. В эти годы начался спад популярности Пика как исполнителя, хотя его песни в исполнении других музыкантов по-прежнему пользовались спросом. Среди завоевавших популярность в эти годы песен Пика были «Шир ха-фреха» (рус. «Песня доступной девчонки», 1978, в исполнении Офры Хазы) и «Тысяча поцелуев» (1986, в исполнении Йорама Гаона), а в 1990-е годы — «Дива», выигравшая в исполнении Даны Интернэшнел конкурс «Евровидения» 1998 года.
В 2000-е годы Пик продолжал выступать и как певец, и как автор песен для других исполнителей. В 2002 году его песня «Вместе зажжём свечу» в исполнении Сарит Хадад заняла на «Евровидении» 12-е место. В это же время театр «Габима» поставил мюзикл «Мери-Лу», полностью построенный на шлягерах Цвики Пика, в подражание английскому мюзиклу Mamma Mia! по песням группы ABBA. В 2003 году его песню «Hasta la vista» исполнил на «Евровидении» украинский представитель Александр Пономарёв. В 2005 году его шлягер «Сердце», вошедший в дебютный альбом певицы Майи Бускилы, помог ему за три недели разойтись золотым тиражом. Пик также писал песни для своих дочерей Шароны и Даниэлы, образовавших дуэт «Ахайот Пик» (рус. «Сёстры Пик»). В 2018 году Даниэла Пик вышла замуж за американского режиссёра Квентина Тарантино. Шарона вышла замуж за Даниэля Федермана, сына миллиардера Михаэля Федермана.
В 2005 году завершились съёмки документального биографического сериала, посвящённого Цвике Пику. Сериал вышел под названием «Маэстро» на платном кабельном канале «Бип!». В 2009 году на израильские экраны вышел четырёхсерийный мюзикл «Всегда одна мечта», основу которого составили песни Пика. В 2011 году Цвика Пик получил премию Ассоциации композиторов, авторов и музыкальных издателей Израиля (АКУМ), одну из наиболее престижных в стране в области неакадемической музыки, за достижения на протяжении карьеры.
Скончался в августе 2022 года у себя дома в Рамат-ха-Шароне, оставив после себя двух дочерей и сына.